# چای‌کند پایین
چای‌کند پایین (به لاتین: Aşağı Çaykənd، تا ۱۹۹۱ میلادی باروم Barum، به ارمنی: Ներքին Գետաշեն نرکین گتاشن) یک منطقه مسکونی در جمهوری آذربایجان است که در شهرستان شمکور واقع شده‌است. چای‌کند پایین ۳۷۳ نفر جمعیت دارد.